# Anders Caspar Holm

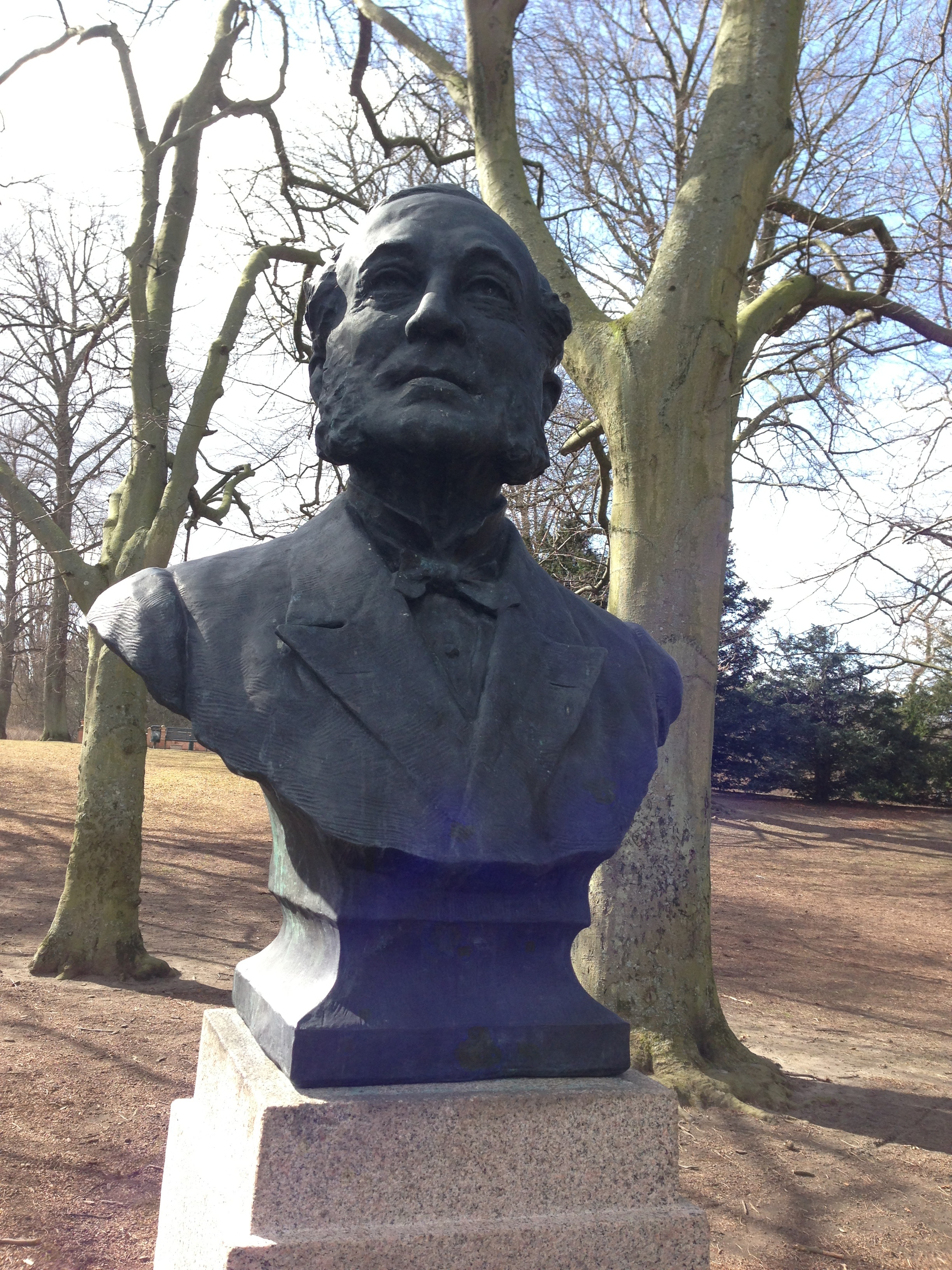
Bysten i Slottsparken, Malmö.

Anders Caspar Holm, född 8 maj 1815, död 1 mars 1898, var en i Malmö verksam svensk skeppsredare. 
Anders Caspar Holm var konsul för Ryssland och en av grundarna av Malmö porslinsfabrik 1872. Han var ledamot av Malmö stadsfullmäktige 1863–1890. Han var också tillsammans med andra lokala industriidkare grundare av Malmö Planteringsförening, numera Malmö förskönings- och planteringsförening, 1881 och deltog aktivt i dess anläggning av Slottsparken och Kungsparken. Han var den drivande kraften bakom Kungsparken. Han organiserade bland annat hemtransport av fröer från exotiska länder för plantering i parkerna. Holm ägde en större gård i Malmö i hörnan Engelbrektsgatan/Per Weijersgatan, nuvarande hotell Temperance plats. A. C. Holm blev Riddare av Dannebroorden 1869.
Skulptören Sven Anderson har gjort en byst i brons över Anders Caspar Holm, som restes 1916 i Kungsparken, Malmö. Holm är begravd på Sankt Pauli norra kyrkogård i Malmö.